# Pseudapis sudanica
Pseudapis sudanica är en biart som först beskrevs av Warncke 1980.  Pseudapis sudanica ingår i släktet Pseudapis och familjen vägbin. Inga underarter finns listade i Catalogue of Life.